# レンメンヨキ国立公園
レンメンヨキ国立公園（レンメンヨキこくりつこうえん、フィンランド語: Lemmenjoen kansallispuisto, 英: Lemmenjoki National Park）は、フィンランドにある国立公園である。レメンヨキ国立公園とも表記され、単にレンメンヨキとも呼ばれる。フィンランドの国立公園の中で最も大きく、約2,857平方キロメートルの面積をもつ。

## 概要
ラッピ県の北部に所在する。約94パーセントに当たる約2,685平方キロメートルがイナリにあり、約6パーセントに当たる約173平方キロメートルがキッティラにある。IUCNによる自然保護地域カテゴリーのIbに分類されている。当国立公園は、国有企業であるメッツァハリトゥスによって運営・管理されている。

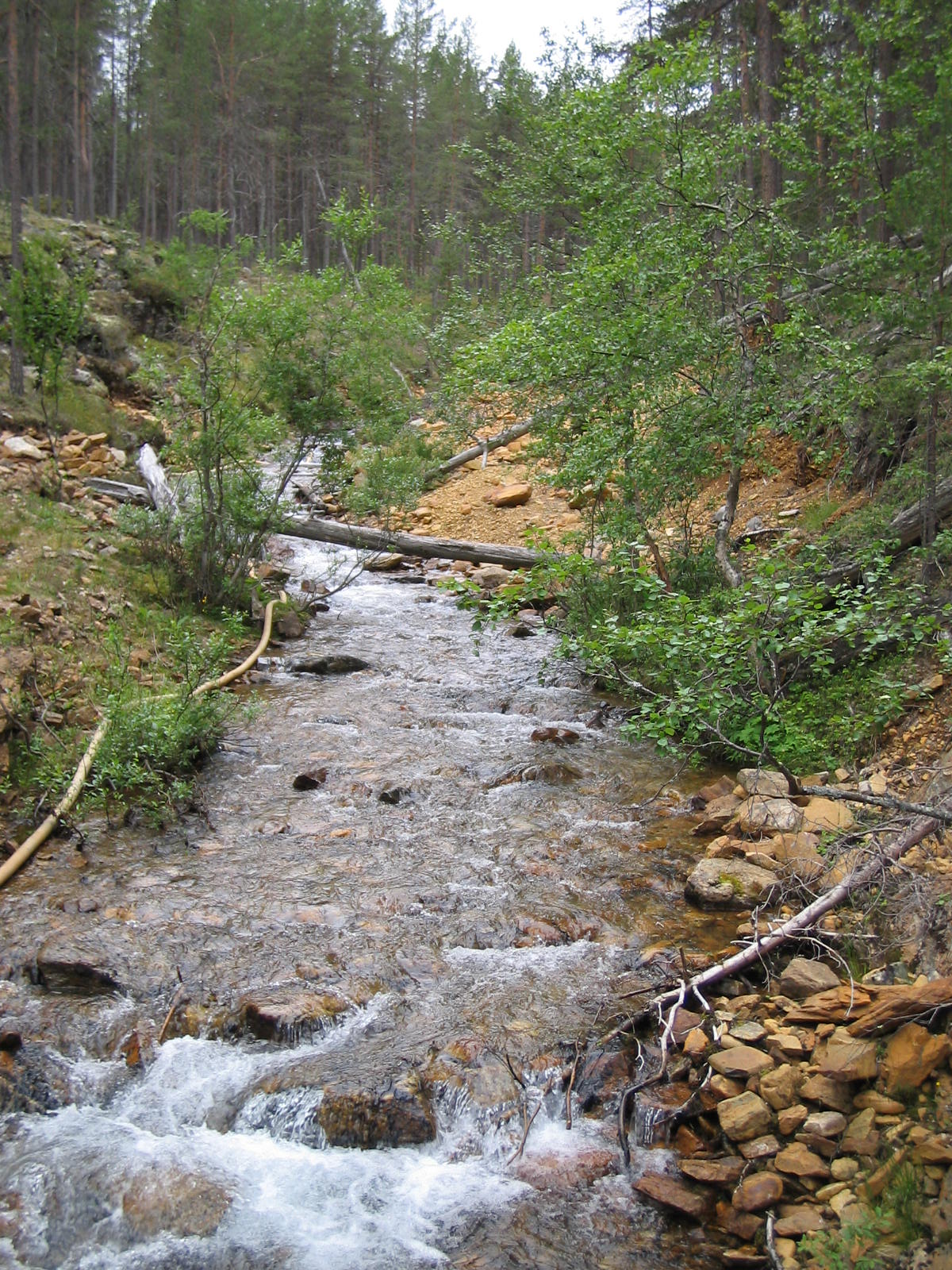
レンメンヨキ川

当国立公園には、域内で最も長い河川、レンメンヨキ川の他に、イヴァロヨキ川やレポヨキ川（Repojoki）、ヴァスコヨキ川などが流れている。当国立公園の名称は、レンメンヨキ川に由来する。ラバダスヨキ川（Ravadasjoki）とレンメンヨキ川の合流地点にあるラバダス滝（英: Ravadas Falls, フィンランド語: Ravadasköngäs）は、観光資源の1つとして知られている。
北西は、イナリヨキ川の支流の1つであるキエツィメヨキ川（Kietsimäjoki）を隔ててノルウェーの国立公園、エヴレ・アナーリヨフカ国立公園（Øvre Anárjohka National Park）と接している。西は、プリュー原生自然保護区（Pulju Wilderness Area）と接しており、東は、ハンマストゥントゥリ原生自然保護区（Hammastunturi Wilderness Area）と接している。ワタスゲ属の草地が多く生えており、オオヤマネコ、カワウソ、クズリやヒグマ、ホッキョクギツネなどが生息している。

## 歴史

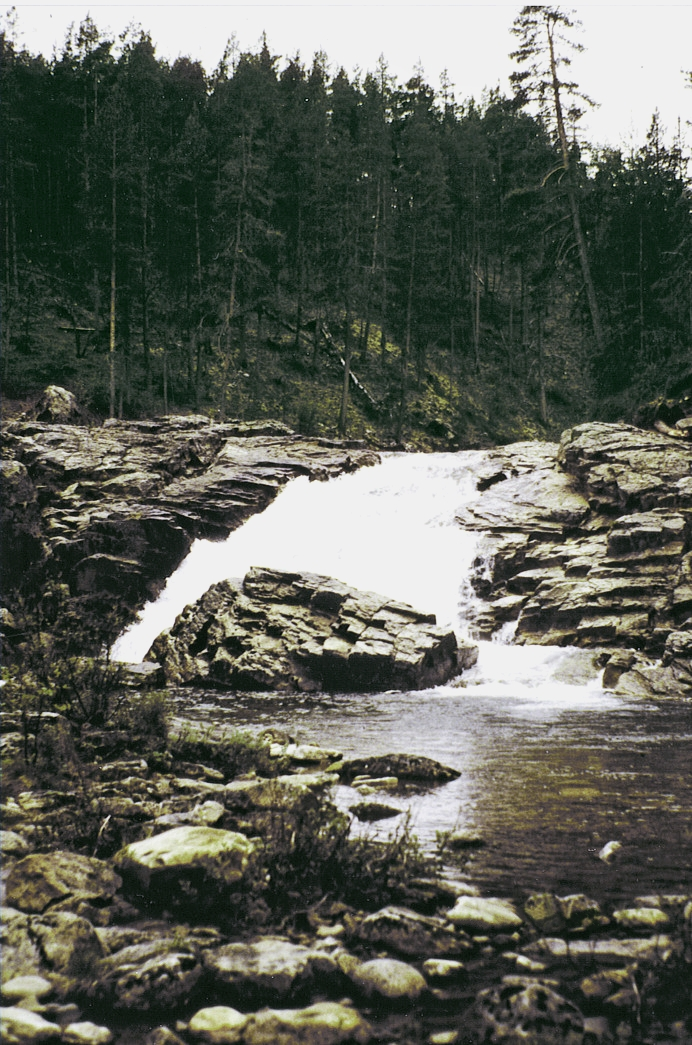
ラバダス滝

当国立公園の区域では、古くから金が採掘されており、当地域における金に関する最古の記録は、1867年にさかのぼる。1940年代末期には、当国立公園の区域でゴールドラッシュが起きている。1951年には、掘削機が初めてレンメンヨキの金鉱床地域に導入された。1953年、レメンヨキ国立公園を創設することが提案される。
1956年に法律に基づいて創立された。当国立公園の面積は、1971年および1982年に拡大された。1998年、ナチュラ2000と呼ばれる自然保護地域のネットワークに、当国立公園を組み入れることが決定される。2004年2月2日、ラムサール条約に基づく条約湿地に当国立公園が登録される。